# Jamides butleri
Jamides butleri is een vlinder uit de familie van de Lycaenidae. De wetenschappelijke naam van de soort is voor het eerst geldig gepubliceerd in 1915 door Lionel Walter Rothschild.